# آرامگاه خواجه غلتان ولی
آرامگاه خواجه غلتان ولی یا به اختصار خواجه غلتان یکی از آرامگاه‌های تاریخی شهر هرات است.

## پیشینه
در مورد پیشینه این آرامگاه و خود خواجه غلتان روایت‌های متعددی در بین مردم وجود دارد. اما مشهورترین آنها این است که خواجه غلطان وقتی به سمت هرات می‌آمد از جانب کوهی وارد شهر هرات شد درین حال گفت که این شهر شهر اولیا است و هر چند قدم آن آن اولیایی خفته‌است پس من نمی‌توانم روی آن گام بگذارم که توهین به آنان خواهد شد. پس تصمیم گرفت که غلت‌زنان وارد شهر شود تا به گفته خودش گام بر خاک اولیا نگذارد؛ و او در همین چرخش نیز درگذشت.
رضا امیرخانی در یکی از کتابهای خود که سفری به هرات داشته از خواجه غلتان یاد می کند و اینکه ابتدا قبول نداشته که خودبخود غلت خواهد خورد ولی پس از اینکه روی زمین خوابیده متوجه می شود که ناخوداگاه بسوی مزار خواجه غلت می خورد و این خود غلت خوردن ظاهرا یکی از ویژگی های این مزار می باشد.